# Basketball-Asienmeisterschaft 1983
Die Basketball-Asienmeisterschaft 1983 (offiziell: FIBA Asia Championship 1983) war die 12. Auflage dieses Turniers und fand vom 20. bis zum 29. November 1983 in Hongkong statt. Sie wurde von der FIBA Asien, dem Asiatischen Basketballverband, organisiert. Der Sieger qualifizierte sich für die Olympischen Sommerspiele 1984.

## Vorrunde
Die Vorrunde wurde in drei Gruppen mit vier Mannschaften und einer Gruppe mit drei Mannschaften ausgetragen. Der Sieger eines Spiels erhielt zwei Punkte, der Verlierer einen Punkt.

### Gruppe A
| Platz | Team       | Spiele | Siege | Niederl. | Körbe   | Punkte |
| ----- | ---------- | ------ | ----- | -------- | ------- | ------ |
| 1     | China      | 3      | 3     | 0        | 344:200 | 6      |
| 2     | Iran       | 3      | 2     | 1        | 249:213 | 5      |
| 3     | Indonesien | 3      | 1     | 2        | 178:283 | 4      |
| 4     | Pakistan   | 3      | 0     | 3        | 200:275 | 3      |

| 20. November 1983 | Iran       | – | Pakistan   | 90:69  |
| 20. November 1983 | China      | – | Indonesien | 135:58 |
| 21. November 1983 | Indonesien | – | Iran       | 45:85  |
| 21. November 1983 | Pakistan   | – | China      | 68:112 |
| 22. November 1983 | Iran       | – | China      | 74:97  |
| 22. November 1983 | Pakistan   | – | Indonesien | 63:73  |

### Gruppe B
| Platz | Team     | Spiele | Siege | Niederl. | Körbe   | Punkte |
| ----- | -------- | ------ | ----- | -------- | ------- | ------ |
| 1     | Südkorea | 3      | 3     | 0        | 370:192 | 6      |
| 2     | Hongkong | 3      | 2     | 1        | 302:226 | 5      |
| 3     | Thailand | 3      | 1     | 2        | 216:279 | 4      |
| 4     | Macao    | 3      | 0     | 3        | 164:355 | 3      |

| 20. November 1983 | Hongkong | – | Macao    | 116:50 |
| 20. November 1983 | Südkorea | – | Thailand | 121:50 |
| 21. November 1983 | Macao    | – | Südkorea | 46:133 |
| 21. November 1983 | Thailand | – | Hongkong | 60:90  |
| 22. November 1983 | Südkorea | – | Hongkong | 116:96 |
| 22. November 1983 | Thailand | – | Macao    | 106:68 |

### Gruppe C
| Platz | Team      | Spiele | Siege | Niederl. | Körbe   | Punkte |
| ----- | --------- | ------ | ----- | -------- | ------- | ------ |
| 1     | Japan     | 3      | 3     | 0        | 245:195 | 6      |
| 2     | Jordanien | 3      | 2     | 1        | 243:218 | 5      |
| 3     | Malaysia  | 3      | 1     | 2        | 219:226 | 4      |
| 4     | Singapur  | 3      | 0     | 3        | 183:251 | 3      |

| 20. November 1983 | Malaysia  | – | Jordanien | 74:82 |
| 20. November 1983 | Japan     | – | Singapur  | 88:52 |
| 21. November 1983 | Singapur  | – | Malaysia  | 66:76 |
| 21. November 1983 | Jordanien | – | Japan     | 74:79 |
| 22. November 1983 | Malaysia  | – | Japan     | 69:78 |
| 22. November 1983 | Singapur  | – | Jordanien | 65:87 |

### Gruppe D
| Platz | Team        | Spiele | Siege | Niederl. | Körbe | Punkte |
| ----- | ----------- | ------ | ----- | -------- | ----- | ------ |
| 1     | Kuwait      | 2      | 2     | 0        | 72:57 | 6      |
| 2     | Indien      | 2      | 2     | 1        | 59:70 | 5      |
| 3     | Philippinen | 2      | 0     | 2        | 0:4   | 4      |

| 14. November 1983 | Philippinen | – | Kuwait      | 0:2   |
| 15. November 1983 | Kuwait      | – | Indien      | 70:57 |
| 19. November 1983 | Indien      | – | Philippinen | 2:0   |

Die Ergebnisse der Spiele Philippinen – Kuwait (78:57) und Philippinen – Indien (90:60) wurden mit 0:2 gegen Philippinen gewertet, weil Philippinen zwei nicht spielberechtigte naturalisierte Spieler (Jeff Moore und Dennis Still) eingesetzt hatten.

## Finalrunde
Die Besten der Gruppen A bis D spielten in der Finalrunde um die Plätze 1–4, die Zweitplatzierten spielten um die Plätze 5–8, die Drittplatzierten spielten um die Plätze 9–12 und die drei Viertplatzierten um die Plätze 13–15.

### Plätze 1–4
| Platz | Team     | Spiele | Siege | Niederl. | Körbe   | Punkte |
| ----- | -------- | ------ | ----- | -------- | ------- | ------ |
| 1     | China    | 3      | 3     | 0        | 281:190 | 6      |
| 2     | Japan    | 3      | 2     | 1        | 242:239 | 5      |
| 3     | Südkorea | 3      | 1     | 2        | 243:245 | 4      |
| 4     | Kuwait   | 3      | 0     | 3        | 154:246 | 3      |

| 24. November 1983 | Südkorea | – | Japan    | 88:93  |
| 24. November 1983 | China    | – | Kuwait   | 84:48  |
| 26. November 1983 | Japan    | – | Kuwait   | 70:46  |
| 26. November 1983 | China    | – | Südkorea | 92:63  |
| 28. November 1983 | Südkorea | – | Kuwait   | 92:60  |
| 28. November 1983 | Japan    | – | China    | 79:105 |

#### Spiel um Platz 3
| 29. November 1983 | Kuwait | – | Südkorea | 60:83 |

#### Finale
| 29. November 1983 | China | – | Japan | 95:71 |

### Plätze 5–8
| Platz | Team      | Spiele | Siege | Niederl. | Körbe   | Punkte |
| ----- | --------- | ------ | ----- | -------- | ------- | ------ |
| 1     | Iran      | 3      | 3     | 0        | 172:152 | 6      |
| 2     | Indien    | 3      | 2     | 1        | 239:240 | 4      |
| 3     | Hongkong  | 3      | 0     | 3        | 214:261 | 3      |
| 4     | Jordanien | 3      | 2     | 1        | 174:146 | 0      |

| 25. November 1983 | Iran      | – | Hongkong  | 81:71 |
| 25. November 1983 | Jordanien | – | Indien    | 80:72 |
| 26. November 1983 | Indien    | – | Iran      | 81:89 |
| 26. November 1983 | Hongkong  | – | Jordanien | 72:94 |
| 29. November 1983 | Iran      | – | Jordanien | 2:0   |
| 29. November 1983 | Hongkong  | – | Indien    | 71:86 |

Wegen vorzeitiger Abreise am 26. November 1983 wurde Jordanien auf Platz 8 zurückgestuft.

### Plätze 9–12
| Platz | Team        | Spiele | Siege | Niederl. | Körbe   | Punkte |
| ----- | ----------- | ------ | ----- | -------- | ------- | ------ |
| 1     | Philippinen | 3      | 3     | 0        | 254:213 | 6      |
| 2     | Thailand    | 3      | 2     | 1        | 246:224 | 5      |
| 3     | Malaysia    | 3      | 1     | 2        | 262:251 | 4      |
| 4     | Indonesien  | 3      | 0     | 3        | 199:273 | 3      |

| 24. November 1983 | Indonesien  | – | Thailand    | 65:81 |
| 24. November 1983 | Malaysia    | – | Philippinen | 80:85 |
| 25. November 1983 | Philippinen | – | Indonesien  | 95:64 |
| 25. November 1983 | Thailand    | – | Malaysia    | 96:85 |
| 28. November 1983 | Indonesien  | – | Malaysia    | 70:97 |
| 28. November 1983 | Thailand    | – | Philippinen | 69:74 |

### Plätze 13–15
| Platz | Team     | Spiele | Siege | Niederl. | Körbe   | Punkte |
| ----- | -------- | ------ | ----- | -------- | ------- | ------ |
| 1     | Pakistan | 2      | 2     | 0        | 147:145 | 4      |
| 2     | Singapur | 2      | 1     | 1        | 133:133 | 3      |
| 3     | Macao    | 2      | 0     | 2        | 139:141 | 2      |

| 25. November 1983 | Macao    | – | Singapur | 74:137 |
| 26. November 1983 | Pakistan | – | Macao    | 114:54 |
| 29. November 1983 | Pakistan | – | Singapur | 82:66  |

## Endstände
| Rang | Team                | Siege:Niederl. |
| ---- | ------------------- | -------------- |
| 1    | Volksrepublik China | 7:0            |
| 2    | Japan               | 5:2            |
| 3    | Südkorea            | 5:2            |
| 4    | Kuwait              | 2:4            |
| 5    | Iran                | 5:1            |
| 6    | Indien              | 2:3            |
| 7    | Hongkong            | 2:4            |
| 8    | Jordanien           | 4:2            |
| 9    | Philippinen         | 3:2            |
| 10   | Thailand            | 3:3            |
| 11   | Malaysia            | 2:4            |
| 12   | Indonesien          | 1:5            |
| 13   | Pakistan            | 2:3            |
| 11   | Singapur            | 1:4            |
| 15   | Macao               | 0:5            |

Die Nationalmannschaft Chinas qualifizierte sich für die Olympischen Sommerspiele 1984.